# Hyphoderma malenconii
Hyphoderma malenconii ist eine Ständerpilzart aus der Familie der Fältlingsverwandten (Meruliaceae). Sie bildet teppichartige, membranöse Fruchtkörper von weißlicher Farbe aus und wächst auf Koniferen. Die Art ist wahrscheinlich im mediterranen Teil Europas verbreitet.

## Merkmale

### Makroskopische Merkmale
Hyphoderma malenconii besitzt für die Gattung Hyphoderma typische, resupinate, membranös-wachsartige Fruchtkörper. Sie sind jung weißlich, ihr Hymenium ist glatt. Der Rand ist nicht klar konturiert.

### Mikroskopische Merkmale
Wie bei allen Hyphoderma-Arten ist die Hyphenstruktur von Hyphoderma malenconii monomitisch, weist also ausschließlich generative Hyphen auf. Die 2,5–3,5 µm breiten Hyphen sind hyalin, dünnwandig und reich verzweigt. Ihre Septen besitzen stets Schnallen. Dendrohyphidien von 1–1,5 µm Breite sind vorhanden. Die Zystiden sind perlschnurförmig, dünn- bis leicht dickwandig und nicht inkrustiert. Mit 50–100 × 5–8 µm ragen sie teilweise etwas über die Fruchtschicht hinaus. Die Basidien der Art sind keulenförmig bis leicht urnenförmig. Sie besitzen vier Sterigmata und messen 30–40 × 4–6 µm. An der Basis besitzen sie eine Schnalle. Ihre Sporen sind subzylindrisch und leicht gekrümmt, hyalin und dünnwandig. Sie messen 12–15 × 4,5–6 µm und besitzen oft große Öltropfen im Protoplasma.

## Verbreitung
Die bekannte Verbreitung der Art umfasst weite Teile Europas von Frankreich bis in den Kaukasus. Wahrscheinlich bewohnt sie ein mediterranes Areal. Sie gilt überall als sehr selten.

## Ökologie
Hyphoderma malenconii wächst auf Koniferen, etwa auf Pinien (Pinus pinea) und Juniperus macrocarpa; typische Arten der Macchienvegetation des Mittelmeeres.